# Vuorimiehenkatu
La rue de l'homme de la montagne (finnois : Vuorimiehenkatu) est une rue du quartier d'Ullanlinna à Helsinki  en Finlande .

## Présentation
Orientée d'Est en Ouest, elle part de  Laivasillankatu près du terminal maritime Olympia et se termine à son extrémité ouest sur Laivurinkatu.
La route Vuorimiehenkatu est à sens unique d'est en ouest, à l'exception du tronçon entre Laivurinkatu et Korkeavuorenkatu.

## Histoire
Le révolutionnaire russe Vladimir Lénine, a habité à Vuorimiehenkatu 35 au printemps 1906.
La maison abritait la plaque commémorative de Lénine, qui a été volée en octobre 2015.
Le bureau du gouverneur général Nikolai Bobrikov était situé à Vuorimiehenkatu 1 au début du XXe siècle.

## Bâtiments
| N°  | Bâtiment                         | Architecte                                      | Const. |
| 1   | Bureau du gouverneur général     | Elia Heikel Selim Arvid Lindqvist               | 1897   |
| 2   |                                  | Wäinö Gustaf Palmqvist                          | 1929   |
| 4   |                                  | Selim Arvid Lindqvist Max Frelander             | 1888   |
| 5   |                                  | Werner von Essen Kauno Kallio Emanuel Ikäläinen | 1912   |
| 7   |                                  | Sigurd Frosterus Ole Gripenberg                 | 1908   |
| 9   | École primaire suédoise          | Armas Lindgren Bertel Liljeqvist                | 1906   |
| 13  |                                  | Bertel Liljeqvist                               | 1927   |
| 15  | Hindsbergin talo                 | Wäinö Gustaf Palmqvist                          | 1911   |
| 17  | Société des missions finlandaise | Bertel Liljeqvist                               | 1928   |
| 19  | Lazaret pour la fièvre typhoïde  | K. Oila                                         | 1866   |
| 23a |                                  | Jalmari Peltonen                                | 1923   |
| 25  |                                  | Hugo Emil Saurén                                | 1904   |
| 27  |                                  | Olli Kuusi                                      | 1960   |
| 29  |                                  | Kalevi Ruokosuo                                 | 1982   |
| 31  |                                  | Niilo Kokko                                     | 1961   |
| 33  |                                  | Einari Teräsvirta                               | 1953   |
| 35  |                                  | Aimo Eklund                                     | 1901   |